# سد سینگن
سد سینگن (به لاتین: Sélingué Dam) یک منطقهٔ مسکونی در مالی است، که در استان سیکاسو واقع شده‌ است.